# Fronta za osvobození zvířat
Fronta za osvobození zvířat (anglicky Animal Liberation Front, zkráceně ALF) je organizace, která aktivně bojuje proti týrání, využívání a zneužívání zvířat v rozdílných spektrech lidské činnosti, jako jsou například pokusy na zvířatech, chov kožešinových zvířat atd., a to především jejich aktivním osvobozováním, ale i jinými akcemi. Nemají žádnou organizační strukturu či centrální vedení, ale jednotliví členové či buňky pracují zcela na vlastní riziko.
Zakladateli byli v roce 1972 ve Spojeném království Ronnie Lee a Cliff Goodman.

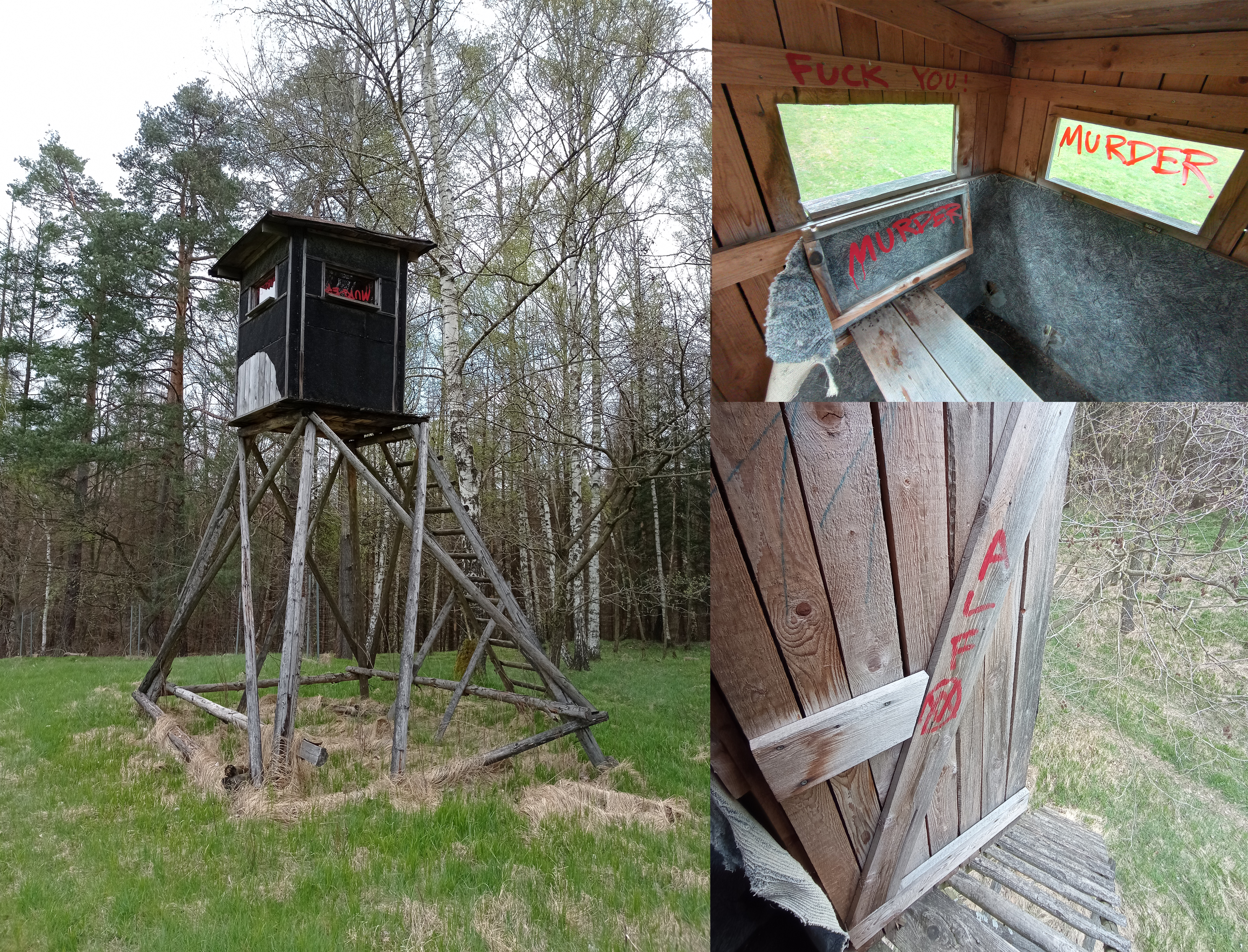
Myslivecká kazatelna znečištěná aktivisty z hnutí ALF.

I v České republice se lze setkat s projevy příznivců tohoto hnutí jako jsou záchrany slepic z velkochovů (Skupina realita.tv v čele s Michalem Kolesárem), ničení mysliveckých posedů či zalepování zámků jakýchkoliv subjektů, které mají přímou spojitost s výše popsaným využíváním zvířat.